# Hubert Howe Bancroft
Pour les articles homonymes, voir Bancroft.
Hubert Howe Bancroft (5 mai 1832–2 mars 1918), est un historien et ethnologue américain, né à Granville. Il travaille dans une librairie de San Francisco en Californie entre 1852 et 1868, puis il lance sa propre maison d'édition. La Bancroft Library de l'Université Berkeley est baptisée en son honneur.

## Biographie
Bancroft naît à Granville, Ohio, fils d'Azariah Ashley Bancroft et de Lucy Howe Bancroft. Il fréquente l'Académie Doane à Granville durant un an, puis il est employé dans la librairie de son beau-frère à Buffalo, New York. En mars 1852, il est envoyé à San Francisco, en Californie, où il ouvre et gère une antenne régionale de l'entreprise. Il lance sa propre maison d'édition. En 1868, il démissionne de son poste de directeur régional au profit de son frère, Al Bancroft.
Il constitue une grande bibliothèque de documents historiques. À la suite de sa démission il se consacre entièrement à l'écriture et à l'édition d’œuvres historiques qu'il a recueillies. Il s'agit de livres, de cartes et de documents imprimés et manuscrits, y compris un grand nombre de récits dictés à M. Bancroft ou à ses assistants par des pionniers, des colons et des hommes d'État. L'indexation de cette vaste collection nécessite le travail de six personnes pendant dix ans.
Il est élu membre de l'American Antiquarian Society en 1875.
La bibliothèque est déménagée en 1881 vers un bâtiment résistant au feu. Elle compte aujourd'hui environ 45 000 volumes.
Il est enterré dans le Cypress Lawn Memorial Park (en) à Colma.

## Œuvres
- Native Races of the Pacific States (vols. 1–5, 1874)
- History of Central America (vols. 6–8, 1883–87)
- History of Mexico (vols. 9–14, 1883–87)
- History of the Northern Mexican States and Texas (vols. 15–16, 1884–89)
- History of Arizona and New Mexico (vol. 17, 1889)
- History of California (vols. 18–24, 1884–90)
- History of Nevada, Colorado, and Wyoming (vol. 25, 1890)
- History of Utah (vol. 26, 1889)
- History of the North-West Coast (vols. 27–28, 1884)
- History of Oregon (vols. 29–30, 1886–88)
- History of Washington, Idaho, and Montana (vol. 31, 1890)
- History of British Columbia (vol. 32, 1887)
- History of Alaska (vol. 33, 1886)
- California Pastorals (vol. 34, 1888)
- California inter Pocula (vol. 35, 1888)
- Popular Tribunals (vols. 36–37, 1887)
- Essays and Miscellany (vol. 38, 1890)
- Literary Industries (vol. 39, 1890).
- Book of the Fair
- Book of Wealth ou Le livre de La Richesse (traduit en 2014 en langue française par Jean-Romain Michaux aux éditions Atramenta)
- Resources of Mexico
- The New Pacific